# Dragan Zeković
Dragan Zeković (in serbo Драган Зековић?; Belgrado, 27 maggio 1987) è un cestista serbo con cittadinanza montenegrina.

## Palmarès
- Campionato rumeno: 2

Asesoft Ploiești: 2013-14
CSM Oradea: 2018-19
- Coppa di Macedonia: 1

Karpoš Sokoli: 2017
- Supercoppa di Romania: 1

CSM Oradea: 2020